# Tunnel de Roki
Le tunnel de Roki est un ouvrage d'art qui traverse le massif montagneux du Grand Caucase. Il relie l'Ossétie-du-Nord-Alanie, une république de la fédération de Russie à l'Ossétie du Sud-Alanie, république séparatiste de la Géorgie. Il permet le passage de l'A 164, dite route transcaucasienne en reliant la S10 a la R217, reliant ainsi la Russie à la Géorgie.

## Creusement du tunnel

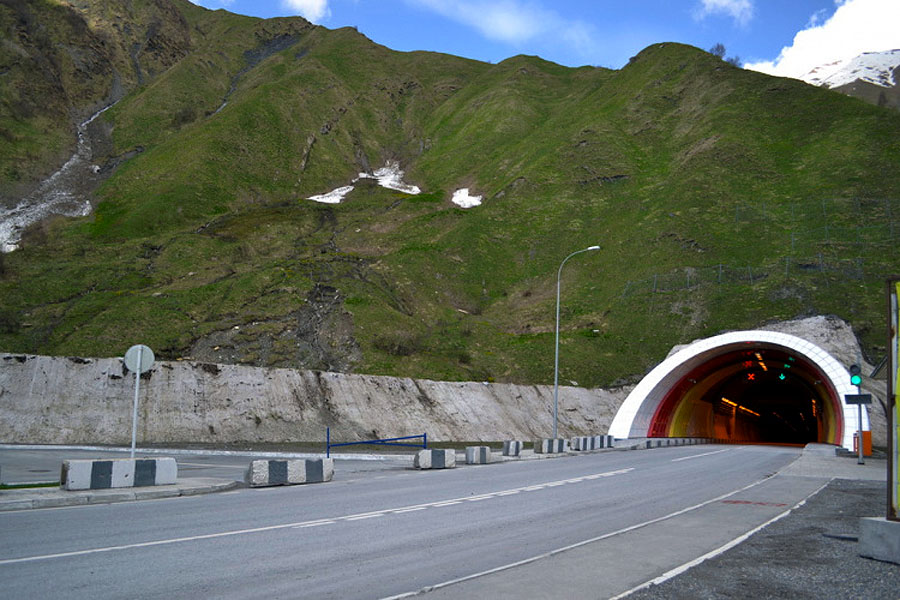
Tunnel de Roki, portail sud.

La route transcaucasienne, construite entre 1971 et 1981, a permis de dédoubler la route militaire géorgienne ainsi que la route militaire d'Ossétie.
Comme le col de Roki, emprunté initialement, n'était praticable qu'en été du fait de son altitude (3 146 m), le percement d'un tunnel (à 2 000 m d'altitude côté nord et 2 100 m côté sud) a été réalisé. Inauguré en 1984, le tunnel mesure 3 730 mètres de long,.

## Conflit en Ossétie du Sud
En raison du conflit ossète latent, une commission mixte de contrôle (CMC) regroupant les représentants géorgiens, sud-ossètes, nord-ossètes et russes, veille à maintenir un accès à ce tunnel et d'éviter toute dégradation dans les relations bilatérales entre les belligérants. Un groupe consultatif informel (comprenant l'Union européenne, les États-Unis et la Russie) permet d’assister les parties en présence, dans le développement de nouvelles ressources économiques à la zone de conflit uniquement dans le cadre de projets communs.
Le tunnel de Roki a servi au passage de troupes russes lors de la deuxième guerre d'Ossétie du Sud en 2008. Le tunnel a dû être remis en état à la suite des dommages causés par cette guerre. La réfection, qui a duré deux ans et demi, s'est achevée en octobre 2015.